# Psammobatis scobina
Psammobatis scobina  (лат.) — вид хрящевых рыб рода семейства Arhynchobatidae отряда скатообразных. Обитают в субтропических водах Тихого океана. Встречаются на глубине до 450 м. Их крупные, уплощённые грудные плавники образуют округлый диск со треугольным рылом. Максимальная зарегистрированная длина 49 см. Яйцекладущий вид. Не являются объектом целевого промысла.

## Таксономия
Впервые новый вид был научно описан в 1857 году как Raia scobina. Видовой эпитет происходит от слова лат. scobis — «стружки», «опилки».

## Ареал
Эти скаты обитают в водах Чили и, возможно, Фолклендских островов. Встречаются на континентальном шельфе и в верхней части материкового склона на глубине 40—450 м.

## Описание
Широкие и плоские грудные плавники этих скатов образуют ромбический диск с широким треугольным рылом и закруглёнными краями. На вентральной стороне диска расположены 5 жаберных щелей, ноздри и рот. Хвост длиннее диска. На хвосте имеются латеральные складки. У этих скатов 2 редуцированных спинных плавника и редуцированный хвостовой плавник. Максимальная зарегистрированная длина 49 см.

## Биология
Эти скаты откладывают яйца, заключённые в роговую капсулу с «рожками» по углам. Длина капсул 5,2 см, а ширина 3,1 см.

## Взаимодействие с человеком
Эти скаты не являются объектом целевого лова. Попадаются в качестве прилова в ходе промысла чёрного конгрио и мерлузы. Данных для оценки Международным союзом охраны природы охранного статуса недостаточно.